# تروریسم در قرقیزستان
تروریسم در قرقیزستان (انگلیسی: Terrorism in Kyrgyzstan) بعد از مداخله نظامی آمریکا و سرنگونی طالبان در سال ۲۰۰۱ در افغانستان افزایش داشته‌است. دولت قرقیزستان و ازبکستان پایگاه‌های هوایی مشترک برای عملیات ضد تروریستی دایر کرده‌اند. جنوب قرقیزستان به صورت فزاینده‌ای به اسلام رادیکال و تروریسم سمپاتی دارند.

## روابط بین سازمان‌های تروریستی
حزب التحریر در ازبکستان، تاجیکستان و قرقیزستان به عنوان یک سازمان تروریستی ممنوع اعلام شد. دولت قرقیز «حوت» را بعد از اینکه در ۱۹ ژوئیه ۲۰۰۶ اعلام جهاد علیه دولت قرقیز کرد را ممنوع اعلام کرد. رئیس جمهور ازبکستان، اسلام کریموف، قبل از اینکه دولت قرقیزستان این گروه را ممنوع اعلام کند، دو بار به دولت قرقیزستان گفته بود که فعالیت‌های «حوت» را ممنوع اعلام کند. مقامات دولت قرقیز و دولت ازبک بر این عقیده هستند که بین حزب التحریر و جنبش اسلامی ازبکستان، اکرومیه گروه اسلامی رادیکال رابطه وجود دارد.
ژنرال رشید توسوپ بکوف، پیگرد کننده قزاق، از دادگاه شهر آستانه خواسته بود که گروه «حوت» را به دلیل فعالیت‌های تروریستی اش در ۱۶ مارس ۲۰۰۵ ممنوع اعلام کند. زام کنتولی سخنگوی مطبوعاتی گفت که بسیار محتمل است که بین طالبان و القاعده و بسیاری از گروه‌های افراطی رابطه وجود داشته باشد؛ بنابراین براساس قانون ممنوعیت افراطیون قزاق، ما دلایل زیادی برای قانون‌شکنی‌های «حوت» و فعالیت‌های حزب التحریر در قلمرو قزاق داریم.

## حزب التحریر
عمورزاک مامایوسوپوف، رئیس کمیته ایالتی در امور مذهبی قرقیزستان، در ۱۲ آوریل ۲۰۰۶ گفت که گسترش ایدئولوژی حزب التحریر یکی از مهمترین مشکلات در آسیای مرکزی می‌باشد.
در ۱۴ ژوئیه ۲۰۰۶ پلیس مورد عملیات تروریستی قرار گرفت. تروریست‌ها یک پلیس را مجروح کرده و ۵ پلیس را نیز کشتند. اویتالبک عثمانوف سخنگوی سرویس امنیت ملی قرقیزستان گفت که تروریست‌ها از جنبش اسلامی ازبکستان و حزب التحریر بوده و در تعداد زیادی عملیات‌های تروریستی شرکت داشته‌اند. عثمانوف گفت که آنها برای انجام عملیات در آینده نیز طراحی کرده‌اند.
پلیس قرقیز رهبر مظنون حوت را در ۱۷ ژانویه ۲۰۰۷ در اوش دستگیر کرد. پلیس در دستگیری وی سلاح، مهمات و کتاب‌های مذهبی ممنوعه را کشف کردند.